# Mielniki (Wielkie Oczy)
Mielniki – część wsi Wielkie Oczy w Polsce, położona w województwie podkarpackim, w powiecie lubaczowskim, w gminie Wielkie Oczy.
W latach 1975–1998 Mielniki należały administracyjnie do województwa przemyskiego.
Wierni Kościoła rzymskokatolickiego należą do parafii Parafia Objawienia Pańskiego w Łukawcu.